# Khủng bố sinh học

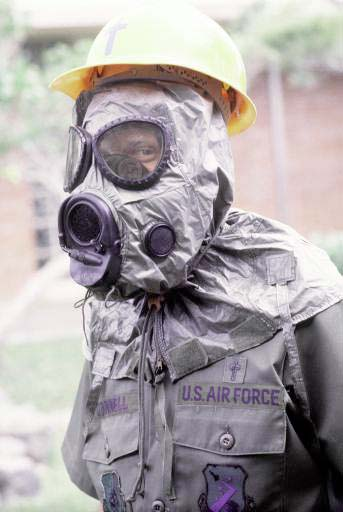
Airman Hoa Kỳ đeo mặt nạ và mũ trùm chiến tranh hạt nhân, sinh học và hóa học M-17

Khủng bố sinh học là khủng bố liên quan đến việc gieo rắc hoặc phát tán cố ý các tác nhân sinh học. Các tác nhân này là vi khuẩn, vi rút, nấm hoặc độc tố, và có thể ở dạng tự nhiên hoặc dạng biến đổi của con người, theo cùng một cách trong chiến tranh sinh học.

## Định nghĩa
Theo Trung tâm kiểm soát và phòng ngừa dịch bệnh của Hoa Kỳ, khủng bố sinh học là việc phát tán có chủ ý vi-rút, vi khuẩn, chất độc hoặc các tác nhân có hại khác gây bệnh tật hoặc tử vong ở người, động vật hoặc thực vật. Các tác nhân này thường được tìm thấy trong tự nhiên, nhưng có thể bị đột biến hoặc thay đổi để tăng khả năng gây bệnh, làm cho chúng chống lại các loại thuốc hiện tại, hoặc tăng khả năng lây lan vào môi trường. Các tác nhân sinh học có thể lây lan qua không khí, nước, hoặc trong thực phẩm. Những kẻ khủng bố có xu hướng sử dụng các tác nhân sinh học vì chúng rất khó phát hiện và không gây bệnh trong vài giờ đến vài ngày. Một số tác nhân khủng bố sinh học, như vi rút bệnh đậu mùa, có thể lây lan từ người sang người và một số, như bệnh than, không thể lây lan.
Khủng bố sinh học là vũ khí hấp dẫn bởi vì các tác nhân sinh học tương đối dễ dàng và rẻ tiền để có được, có thể phổ biến dễ dàng, và có thể gây ra nỗi sợ hãi và hoảng loạn vượt ra ngoài sát thương vật lý thực tế. Tuy nhiên, các nhà lãnh đạo quân sự đã học hỏi được rằng, khủng bố sinh học với tư cách như một tài sản quân sự, có một số hạn chế quan trọng; rất khó để sử dụng vũ khí sinh học theo cách mà chỉ ảnh hưởng đến đối phương và không ảnh hưởng đến những người cùng phe. Một vũ khí sinh học rất hữu ích cho những kẻ khủng bố chủ yếu như một phương pháp tạo ra sự hoảng loạn và gián đoạn hàng loạt cho một tiểu bang hay một quốc gia. Tuy nhiên, các nhà công nghệ như Bill Joy đã cảnh báo về sức mạnh tiềm năng mà kỹ thuật di truyền có thể đặt trong tay những kẻ khủng bố sinh học trong tương lai.
Việc sử dụng các tác nhân không gây hại cho con người nhưng phá vỡ nền kinh tế đã được thảo luận. Một tác nhân gây bệnh có liên quan cao trong bối cảnh này là virus lở mồm long móng (FMD), có khả năng gây ra thiệt hại kinh tế rộng rãi và mối quan tâm của công chúng (như đã chứng kiến trong vụ dịch lở mồm long móng năm 2001 và 2007 ở Anh), trong khi virus này hầu như không có khả năng lây nhiễm cho con người.